# Tasaburō-danuki
 (juillet 2024).
La mise en forme du texte ne suit pas les recommandations de Wikipédia : il faut le « wikifier ».
Les points d'amélioration suivants sont les cas les plus fréquents. Le détail des points à revoir est peut-être précisé sur la page de discussion.
- Les titres sont pré-formatés par le logiciel. Ils ne sont ni en capitales, ni en gras.
- Le texte ne doit pas être écrit en capitales (les noms de famille non plus), ni en gras, ni en italique, ni en « petit »…
- Le gras n'est utilisé que pour surligner le titre de l'article dans l'introduction, une seule fois.
- L'italique est rarement utilisé : mots en langue étrangère, titres d'œuvres, noms de bateaux, etc.
- Les citations ne sont pas en italique mais en corps de texte normal. Elles sont entourées par des guillemets français : « et ».
- Les listes à puces sont à éviter, des paragraphes rédigés étant largement préférés. Les tableaux sont à réserver à la présentation de données structurées (résultats, etc.).
- Les appels de note de bas de page (petits chiffres en exposant, introduits par l'outil «  Source ») sont à placer entre la fin de phrase et le point final[comme ça].
- Les liens internes (vers d'autres articles de Wikipédia) sont à choisir avec parcimonie. Créez des liens vers des articles approfondissant le sujet. Les termes génériques sans rapport avec le sujet sont à éviter, ainsi que les répétitions de liens vers un même terme.
- Les liens externes sont à placer uniquement dans une section « Liens externes », à la fin de l'article. Ces liens sont à choisir avec parcimonie suivant les règles définies. Si un lien sert de source à l'article, son insertion dans le texte est à faire par les notes de bas de page.
- La présentation des références doit suivre les conventions bibliographiques. Il est recommandé d'utiliser les modèles {{Ouvrage}}, {{Chapitre}}, {{Article}}, {{Lien web}} et/ou {{Bibliographie}}. Le mode d'édition visuel peut mettre en forme automatiquement les références.
- Insérer une infobox (cadre d'informations à droite) n'est pas obligatoire pour parachever la mise en page.

Pour une aide détaillée, merci de consulter Aide:Wikification.
Si vous pensez que ces points ont été résolus, vous pouvez retirer ce bandeau et améliorer la mise en forme d'un autre article.
Hage ; Minoyama Daimyōjin ; Yashima-no-Hage-danuki
Tasaburō, de son nom complet Tasaburō-danuki (太三郎狸), est un personnage emblématique du folklore Japonais. Il est également nommé Minoyama Daimyōjin, Hage, ou encore Yashima-no-Hage-danuki (屋島の禿狸) et est connu pour ses nombreux exploits guerriers. Le temple Yashima-tera lui est consacré.
Il s'agit d'un éminent bake-danuki dont les histoires se sont transmises à Yashima (Takamatsu, préfecture de Kagawa).
Avec Danzaburō-danuki et Shibaemon-danuki, ils forment le trio des trois tanukis les plus célèbres du Japon.

## Récit
L’histoire débute il y a plusieurs siècles, au cours de la période Heian, un tanuki sur le point de rendre l’âme, après avoir été atteint par un jet de flèche, a été secouru par Taira no Shigemori. En signe de gratitude, l’animal a juré de se mettre au service du Clan Taira, lui et ses descendants, dont Tasaburō fait partie.
Après la chute du clan Taira, après la guerre de Genpei, Tasaburō est parti s’installer à Yashima. Marqué par les atrocités de la guerre, il s’est juré de prévenir immédiatement le moine en chef du temple Yashima, au cas de suspicions de quelconques événements pouvant mener à un conflit armé. Une prévoyance et une abnégation qui lui a conféré le statut de gardien de Yashima. Il était considéré comme le meilleur tanuki transformiste du Japon. Il atteint finalement le statut de commandant en chef des tanukis de Shikoku.
Au cours d’une période de grand froid, il aurait rassemblé trois cents de ses partisans sur Yashima, pour leur montrer, grâce à ses capacités d’illusions, des images des horreurs qu’il avait vues avant de s’installer à Shikoku, notamment la victoire de Minamoto no Yoshitsune au cours de la bataille de Yashima. Les différentes sources racontent également que lorsque le grand moine du temple Yashima a été remplacé, ses songes auraient été utilisés pour recréer la bataille dans le cadre d’une mise en scène nommée Yuki no Niwa (雪の庭) dans le jardin du temple.
Le temple Yashima aurait été fondé par un certain Ganjin, un moine venu de Chine sous la dynastie Tang. La légende raconte, que Tasaburō aurait guidé Ganjin à surmonter les difficultés qu’impliquait la cécité du moine. Tasaburō serait également venu en aide à Kūkai, lorsque celui-ci voyageait dans l’objectif d’établir les quatre-vingt-huit sites sacrés de Shikoku. Le tanuki prenant la forme d’un vieil homme, l’aurait aidé à retrouver son chemin dans les montagnes brumeuses. Ces rencontres avec Ganjin et Kukai, deux grands hommes d’esprit, lui ayant laissé une forte impression, Tasaburō décida d’ouvrir une école de pensée à Yashima dans laquelle il enseigne aux autres membres de son espèce, différents enseignements du bouddhisme, comme la vertu. De nombreux jeunes tanukis de tout le pays s’y rendent pour étudier.
Les légendes autour de Tasaburō ne sont en fait que la continuité des croyances autour du tanuki avant l’arrivé du bouddhisme, dans lequel l’animal était une divinité protectrice de la nature et des forêts. Une culture que le bouddhisme a très bien assimilée.
Malgré cela, Tasaburō perdit la vie après avoir été abattu par un chasseur. Son esprit se déplaça alors jusqu’à vers Awa (préfecture de Tokushima), à la suite de quoi, il aurait commencé à se manifester chez certaines personnes. On dit qu'à l'ère Kaei, il aurait possédé un coiffeur dans le village de Hayashi le district d'Awa (aujourd'hui la ville d'Awa). Il serait devenu un esprit était capable de prédire la bonne fortune ou la malchance, mais surtout de conjurer les influences néfastes perpétrées par ses semblables, comme le tanuki-tsuki (狸憑き), une forme de possessions consistant entre autres à manger de tout et de n’importe quoi, de manière compulsive,.
Par la suite, Tasaburō s’est également illustré dans plusieurs événements importants dans l’histoire des tanukis du Japon, notamment dans le cadre de guerres. Au cours de la bataille d’Awa, un affrontement armé entre deux armées de tanukis respectivement dirigés par Kinchō et Rokoemon. Tasaburō aurait joué un rôle de médiateur entre les deux généraux, afin d’éviter davantage de massacres. Par la suite une cérémonie funéraire a été organisée par les deuxièmes successeurs des deux camps. Ce récit a été raconté par un humain possédé par un tanuki au village de Higaino (qui deviendra plus tard la ville de Komatsushima). Tasaburō servira également les intérêts des tanukis du Japon au cours de la guerre sino-japonaise ainsi que de la guerre russo-japonaisee en manchourie, en transformant entre autres des haricots rouges en soldats pour attaquer les positions ennemies et contribuer à la victoire de l’armée japonaise.

## Impact religieux

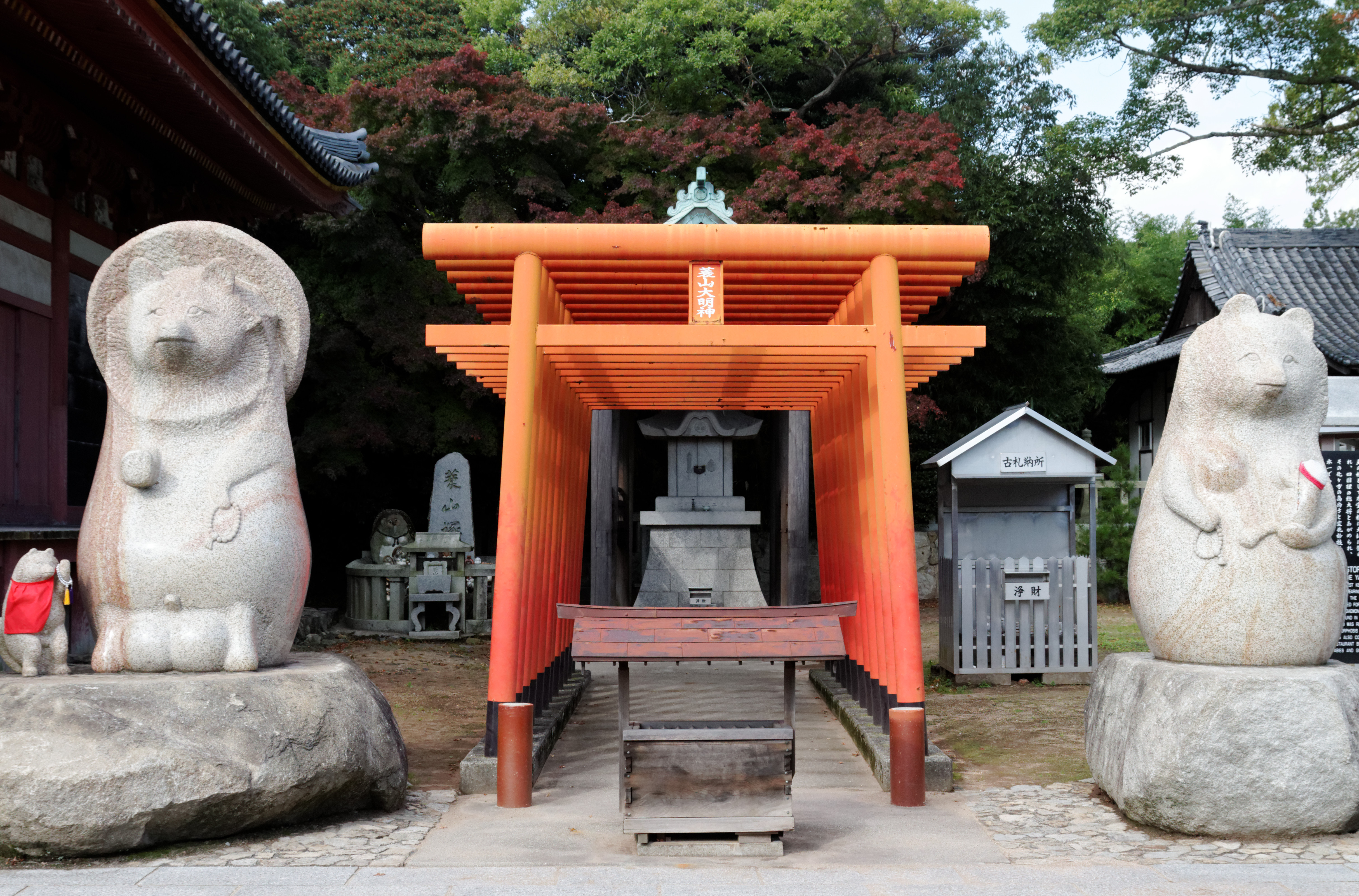
Minoyama Daimyojin et sa femme dans l’enceinte du temple Yashima.

Tasaburō fut une divinité locale dans la culture bouddhiste de Shikoku, par ses bonnes actions. Associé à la déesse Kannon Bosatsu, l'image principale du temple Yashima, il est  consacré au temple Yashima sous le nom de Minoyama Daimyojin, .
Au sein du temple, il est représenté par une statue en compagnie de sa femme allaitant son petit. Minoyama Daimyojin est considéré comme le dieu de l'harmonie conjugale, de l'harmonie familiale et du mariage. Cette qualité vient du fait que le tanuki, comme les autres espèces de vulpini, est un animal au habitudes monogames, restant avec son partenaire tout le reste de sa vie.
Il est également le dieu des affaires prospères et du commerce de l'eau et est censé apporter la fertilité et la bonne fortune. Il y a de nombreux croyants dans tout le pays et un sanctuaire, appelé Minoyamazuka à côté de la salle principale du temple, contenant de nombreux ornements de chiens viverrins laissés par les fidèles. À Nokyojo, on leur donne un talisman désigné sous le nom de Nakayoshi Omedeta Tanuki (仲良しお目出た狸, « le tanuki qui apporte la bonne fortune aux amis »),.

## Tasaburō dans la culture populaire et contemporaine
Dans le roman « Harakoki » de 1985 (Showa 60) écrit par Hisashi Inoue, il est décrit comme le président de l'université Sogei Shuchīn, le seul tanuki au monde, le « tanuki-bōzu de Yashima » qui règne sur 10 000 tanukis de Shikoku.
Il est également connu pour être le modèle du personnage « Tasaburō » ou « Maître Hage » dans le film d'animation Pompoko produit par le Studio Ghibli en 1994.
Depuis 2005, le festival de la pleine lune de Sanuki a lieu chaque été sur le mont Yashima, et une danse comique basée sur la légende où Tasaburō est abattu,.
En novembre 2014, deux bébés tanukis ont été observés à proximité du temple Yashima. Nommés « Taro » et « Saburo » en hommage au personnage de Taasaburo, ils sont devenus une attraction des locaux comme des touristes venus visiter le temple.